# 理查德·馬辛克
理查德·馬辛克（英語：Richard Marcinko，1940年11月21日—2021年12月25日），又譯理查德·馬辛柯，小名迪克（Dick），生於美國賓夕法尼亞州蘭斯福德，前美國海軍中校與海豹部隊隊員。他創立了海豹部隊第六小隊以及紅細胞部隊。在退休後，他成為一名作家、廣播節目主持人以及軍方顧問。
2021年12月27日，馬辛科的兒子於Twitter上公布了父親於聖誕節當晚因心臟病發去世的消息，享年81歲，消息隨後被紐約時報等美國各主要媒體報導。

## 生平
馬辛克生於賓夕法尼亞州，是斯洛伐克人的後裔。
中學進入法拉格特上將學院（Admiral Farragut Academy），1958年，以無線電通信員的身份加入美國海軍。他在奧本大學取得國際關係學士學位。

## 外部連結
- 官方网站

1. ↑  .   [2021-12-28]. （原始内容存档于2021-12-30）.